# We Are Family! So lebt Deutschland
We Are Family! So lebt Deutschland (englisch für Wir sind [eine] Familie!) ist eine Pseudo-Doku-Soap der ProSiebenSat.1 Media SE die von 2005 bis 2011 ausgestrahlt wurde.
Im Oktober 2023 wurde bekannt, dass Sat.1 die Sendung mit neuen Folgen ins Programm nehmen wird. Diese werden von Janus Productions produziert und seit dem 16. Oktober 2023 ausgestrahlt.

## Inhalt
In der Sendung werden unterschiedliche und von dem allgemeinen Durchschnitt abweichende Familien (z. B. Großfamilien) über einen gewissen Zeitraum von einem Kamerateam begleitet. Im Gegensatz zu anderen Formaten, wie z. B. Die Super Nanny, wird nach Angaben der Produzenten nicht in den Ablauf eingegriffen. Allerdings werden viele Szenen nach Skript bzw. vorheriger Durchsprache des Ablaufs gefilmt. Beliebt sind auch Familien, die vor einem großen Wendepunkt stehen, wie z. B. solche, die auswandern. Speziell bei diesen, aber auch bei anderen, erfolgen in der Regel nach mehrmonatigen Pausen erneute Besuche, um die eingetretene Veränderung zu dokumentieren.
Außerdem werden hin und wieder Familien, die glauben, an einem ganz normalen Dreh teilzunehmen, mit dem Spiel „Money Trap“ überrascht. Dabei bekommen zwei Familien zeitgleich 15000 €, die sie dann innerhalb von 24 Stunden ausgeben können. Die Familie, die am wenigsten ausgegeben hat, gewinnt und darf alle vorher eingekauften Waren behalten; die andere muss alles wieder abgeben.

## Prominenten-Special
Ab Juni 2007 wurde erstmals ein Sonderformat mit Prominenten ausgestrahlt. Der Sendeplatz der zehn Folgen war dienstags 21:15 Uhr.
Teilnehmer waren u. a. Dolly Buster, Barbara Becker, Max Buskohl, Collien Fernandes, Lisa Fitz, Nina Hagen, Achim Mentzel und René Weller. Aufgrund schlechter Einschaltquoten wurde die Sendung Ende Juli 2007 frühzeitig eingestellt und drei Folgen früher beendet als zunächst geplant.

## Verfahren gegen We Are Family!
Laut Express vom 18. September 2008 ermittelte die Staatsanwaltschaft Düsseldorf wegen Nötigung gegen eine Produzentin der Sendung. Das Verfahren wurde laut Express vom 11. November 2008 aber eingestellt.

## Sendetermine
Die zunächst 30-minütige Sendung wurde ab 2005 im Nachmittagsprogramm von ProSieben ausgestrahlt. Zunächst liefen die Folgen montags bis freitags von 14:00 Uhr bis 14:30 Uhr, weil Einschaltquoten von über 20 % erreicht wurden, wurde aus dem halbstündigen Format schnell ein einstündiges.
Nachdem die Dokusoap Unsere Liebe abgesetzt wurde, erhielt We Are Family! ab dem 18. Dezember 2006 den Sendeplatz und wurde vorübergehend bis Januar 2007 in Doppelfolgen ausgestrahlt. Es gab am 17. August 2009 eine Spezialausgabe. Diese lief über zwei Stunden, von 14:00 Uhr bis 16:00 Uhr.
Bis zum 25. März 2011 wurde die Sendung, um 16:00 nach der Sitcom Scrubs – Die Anfänger mit neuem Programmlogo gezeigt.
Vom 4. Januar 2011 bis zum 6. November 2012 wurden auf Sixx Wiederholungen gesendet.
Seit dem 16. Oktober 2023 laufen auf Sat.1 neue Folgen, die montags bis freitags um 15:00 Uhr ausgestrahlt werden.